# Fábio Vieira
Fábio Daniel Ferreira Vieira (ur. 30 maja 2000 w Santa Maria da Feira) – portugalski piłkarz występujący na pozycji pomocnika, reprezentant Portugalii do lat 21.

## Kariera klubowa
Vieira jest wychowankiem FC Porto. W sezonie 2018/19 Ligi Młodzieżowej UEFA rozegrał dziewięć meczów, a także zdobył bramkę w finałowym starciu przeciwko Chelsea, rozegranym 29 kwietnia 2019 roku w Nyonie.
Seniorski debiut w barwach drużyny FC Porto B zanotował 24 lutego 2019 roku, wchodząc w 57. minucie przegranego 0-1 meczu z FC Arouca, w miejsce João Mário Sześć miesięcy musiał czekać na pierwsze trafienie w lidze po tym jak pokonał z rzutu karnego bramkarza SC Farense, w wygranym 3-1 meczu.
Debiut w pierwszej drużynie dla Vieiry nadszedł 10 czerwca 2020 roku, w przegranym 1-0 spotkaniu Primeira Liga z CS Marítimo 5 lipca zdobył swojego pierwszego gola w lidze, pomagając gospodarzom pokonać Belenenses SAD 5-0, a łącznie do końca sezonu wystąpił w ośmiu spotkaniach w barwach zdobywcy mistrzostwa kraju.
27 października 2020 r., w swoim zaledwie drugim występie w Lidze Mistrzów UEFA, Vieira strzelił gola w wygranym 2-0 meczu z Olympiakosem w ramach fazy grupowej.

## Kariera międzynarodowa
Vieira rozegrał wszystkie pięć meczów, gdy Portugalia zdobyła wicemistrzostwo Europy na Mistrzostwach Europy U-19 w Armenii w 2019 roku. W fazie grupowej przeciwko Hiszpanii zapewnił swojej drużynie remis 1-1 strzałem z rzutu wolnego. On i jego kolega z drużyny Félix Correia zostali wybrani do najlepszej drużyny turnieju.
14 listopada 2019 roku, Vieira po raz pierwszy zagrał w reprezentacji do lat 21 w towarzyskim spotkaniu ze Słowenią. Pięć dni później, strzelił bramkę i zaliczył asystę w wygranym 3-2 spotkaniu z Norwegią w eliminacjach do Mistrzostw Europy U-21. Podczas turnieju finałowego na Węgrzech i Słowenii został wybrany najlepszym piłkarzem turnieju. Rozegrał w nim wszystkie sześć meczów, zdobywając jedną bramkę, a Portugalia znów zajęła drugie miejsce.